# Llista de topònims de Castell d'Aro, Platja d'Aro i s'Agaró
Llista de topònims (noms propis de lloc) del municipi de Castell d'Aro, Platja d'Aro i s'Agaró, al Baix Empordà
Informació actualitzada per un bot. Els canvis manuals es perdran quan s'actualitzi!

## casa
| imatge | Nom                  | Ubicat a                              | instància de | Detalls                                                            | coordenades                                                                                        | Protecció                                  | Commons (més fotos)                         | Dades a WD                    |
| ------ | -------------------- | ------------------------------------- | ------------ | ------------------------------------------------------------------ | -------------------------------------------------------------------------------------------------- | ------------------------------------------ | ------------------------------------------- | ----------------------------- |
|        | Cal Blinco           | Castell d'Aro, Platja d'Aro i s'Agaró | casa         |                                                                    | 41° 48′ 53″ N, 3° 01′ 47″ E / 41.81475°N,3.029806°E                                                | bé cultural d'interès local                |                                             | Modifica les dades a Wikidata |
|        | Cal Carboner Vell    | Castell d'Aro, Platja d'Aro i s'Agaró | casa         |                                                                    | 41° 48′ 20″ N, 3° 03′ 11″ E / 41.805642729225°N,3.0530483606765°E                                  |                                            |                                             | Modifica les dades a Wikidata |
|        | Can Tras             | Castell d'Aro, Platja d'Aro i s'Agaró | casa         |                                                                    | 41° 48′ 53″ N, 3° 01′ 50″ E / 41.814861°N,3.030583°E                                               | bé integrant del patrimoni cultural català |                                             | Modifica les dades a Wikidata |
|        | Casa Bonet           | Castell d'Aro, Platja d'Aro i s'Agaró | casa         | Arquitecte: Rafael Masó i Valentí Estil: noucentisme               | 41° 47′ 43″ N, 3° 03′ 38″ E / 41.795139°N,3.060694°E                                               | bé cultural d'interès local                | Casa Bonet (Castell-Platja d'Aro)           | Modifica les dades a Wikidata |
|        | Casa Gorina          | Castell d'Aro, Platja d'Aro i s'Agaró | casa         | Estil: noucentisme                                                 | 41° 47′ 47″ N, 3° 03′ 37″ E / 41.79638888888889°N,3.060277777777778°E                              | bé cultural d'interès local                |                                             | Modifica les dades a Wikidata |
|        | Casa Rafael Masó     | Castell d'Aro, Platja d'Aro i s'Agaró | casa         | Arquitecte: Rafael Masó i Valentí Estil: noucentisme               | 41° 47′ 47″ N, 3° 03′ 37″ E / 41.79638888888889°N,3.060277777777778°E                              | bé cultural d'interès local                | Casa Rafael Masó (Castell-Platja d'Aro)     | Modifica les dades a Wikidata |
|        | Casa Santiago Masó   | Castell d'Aro, Platja d'Aro i s'Agaró | casa         | Estil: noucentisme                                                 | 41° 47′ 50″ N, 3° 03′ 37″ E / 41.797222222222224°N,3.060277777777778°E                             | bé cultural d'interès local                | Casa Santiago Masó                          | Modifica les dades a Wikidata |
|        | Casa Sibils          | Castell d'Aro, Platja d'Aro i s'Agaró | casa         | Estil: noucentisme                                                 | 41° 47′ 47″ N, 3° 03′ 37″ E / 41.79638888888889°N,3.060277777777778°E                              | bé cultural d'interès local                | Casa Sibils (Castell-Platja d'Aro)          | Modifica les dades a Wikidata |
|        | Senya Blanca         | Castell d'Aro, Platja d'Aro i s'Agaró | casa         | Arquitecte: Rafael Masó i Valentí Estil: noucentisme               | 41° 47′ 20″ N, 3° 03′ 19″ E / 41.789005°N,3.055202°E                                               |                                            |                                             | Modifica les dades a Wikidata |
|        | Xalet Bufalà         | Castell d'Aro, Platja d'Aro i s'Agaró | casa         | Estil: noucentisme                                                 | 41° 47′ 32″ N, 3° 03′ 24″ E / 41.792306°N,3.056786°E                                               | bé cultural d'interès local                |                                             | Modifica les dades a Wikidata |
|        | Xalet Cruz           | Castell d'Aro, Platja d'Aro i s'Agaró | casa         | Estil: noucentisme                                                 | 41° 47′ 49″ N, 3° 03′ 37″ E / 41.79694444444444°N,3.060277777777778°E                              | bé cultural d'interès local                | Xalet Cruz                                  | Modifica les dades a Wikidata |
|        | Xalet Ensesa         | Castell d'Aro, Platja d'Aro i s'Agaró | casa         | Estil: noucentisme                                                 | 41° 47′ 21″ N, 3° 03′ 19″ E / 41.78907°N,3.05515°E                                                 | bé cultural d'interès local                | Xalet Ensesa                                | Modifica les dades a Wikidata |
|        | Xalet Faixat         | Castell d'Aro, Platja d'Aro i s'Agaró | casa         | Estil: noucentisme                                                 | 41° 47′ 44″ N, 3° 03′ 37″ E / 41.79555555555555°N,3.060277777777778°E                              | bé cultural d'interès local                | Xalet Faixat                                | Modifica les dades a Wikidata |
|        | antiga Casa Niubó    | Castell d'Aro, Platja d'Aro i s'Agaró | casa         | Arquitecte: Rafael Masó i Valentí Estil: noucentisme 1929          | 41° 47′ 27″ N, 3° 03′ 24″ E / 41.790751°N,3.056572°E ca:C. Verge de Montserrat, 2, s'Agaró 12 msnm | bé cultural d'interès local                | Antiga Casa Niubó                           | Modifica les dades a Wikidata |
|        | casa Duran i Reynals | Castell d'Aro, Platja d'Aro i s'Agaró | casa         | Arquitecte: Raimon Duran i Reynals Estil: noucentisme 20th century | 41° 47′ 37″ N, 3° 03′ 34″ E / 41.793636°N,3.059553°E ca:Av. Sa Conca, 20, s'Agaró 19 msnm          | bé cultural d'interès local                | Casa Duran i Reynals (Castell-Platja d'Aro) | Modifica les dades a Wikidata |
|        | xalet Gual Villalbí  | Castell d'Aro, Platja d'Aro i s'Agaró | casa         | Arquitecte: Rafael Masó i Valentí Estil: noucentisme 1932          | 41° 47′ 33″ N, 3° 03′ 33″ E / 41.792503°N,3.059061°E ca:Av. Sa Conca, 16, s'Agaró 21 msnm          | bé cultural d'interès local                | Xalet Gual Villalbí (Castell-Platja d'Aro)  | Modifica les dades a Wikidata |

## curs d'aigua
| imatge | Nom                 | Ubicat a                                                              | instància de | Detalls                     | coordenades                                                                                                   | Protecció | Commons (més fotos) | Dades a WD                    |
| ------ | ------------------- | --------------------------------------------------------------------- | ------------ | --------------------------- | --- | --------- | ------------------- | ----------------------------- |
|        | Ridaura             | Llagostera Santa Cristina d'Aro Castell d'Aro, Platja d'Aro i s'Agaró | curs d'aigua | Desemboca: mar Mediterrània | 41° 46′ 37″ N, 2° 57′ 40″ E / 41.776891°N,2.961194°E 41° 48′ 23″ N, 3° 03′ 57″ E / 41.806287°N,3.065783°E     |           | Ridaura             | Modifica les dades a Wikidata |
|        | rec del Bassal Gran | Castell d'Aro, Platja d'Aro i s'Agaró                                 | curs d'aigua |                             | 41° 50′ 42″ N, 3° 02′ 11″ E / 41.8451111111°N,3.036525°E 41° 50′ 52″ N, 3° 02′ 24″ E / 41.847673°N,3.040064°E |           | Rec del Bassal Gran | Modifica les dades a Wikidata |

## edifici
| imatge | Nom                              | Ubicat a                              | instància de | Detalls                                                   | coordenades                                                                    | Protecció                                  | Commons (més fotos)              | Dades a WD                    |
| ------ | -------------------------------- | ------------------------------------- | ------------ | --------------------------------------------------------- | ------------------------------------------------------------------------------ | ------------------------------------------ | -------------------------------- | ----------------------------- |
|        | Can Marsillac                    | Castell d'Aro, Platja d'Aro i s'Agaró | edifici      | Estat: ruïnós                                             | 41° 50′ 29″ N, 3° 02′ 33″ E / 41.84140796752988°N,3.042569160461426°E 110 msnm |                                            |                                  | Modifica les dades a Wikidata |
|        | Casa Fontfreda                   | Castell d'Aro, Platja d'Aro i s'Agaró | edifici      | Estil: racionalisme arquitectònic                         |                                                                                | bé integrant del patrimoni cultural català |                                  | Modifica les dades a Wikidata |
|        | Casa Miramar                     | Castell d'Aro, Platja d'Aro i s'Agaró | edifici      | Estil: noucentisme                                        | 41° 47′ 27″ N, 3° 03′ 27″ E / 41.79076°N,3.05751°E                             | bé cultural d'interès local                |                                  | Modifica les dades a Wikidata |
|        | Casa de s'Agaró                  | Castell d'Aro, Platja d'Aro i s'Agaró | edifici      | Estil: noucentisme                                        |                                                                                | bé integrant del patrimoni cultural català |                                  | Modifica les dades a Wikidata |
|        | Hotel s'Agaró                    | Castell d'Aro, Platja d'Aro i s'Agaró | edifici      | Estil: noucentisme                                        |                                                                                | bé integrant del patrimoni cultural català |                                  | Modifica les dades a Wikidata |
|        | Loggia de Senya Blanca           | Castell d'Aro, Platja d'Aro i s'Agaró | edifici      | Arquitecte: Francesc Folguera i Grassi Estil: noucentisme | 41° 47′ 21″ N, 3° 03′ 21″ E / 41.789167°N,3.055972°E                           | bé cultural d'interès local                | Senya Blanca                     | Modifica les dades a Wikidata |
|        | Pèrgoles de la plaça del Rosesar | Castell d'Aro, Platja d'Aro i s'Agaró | edifici      | Estil: noucentisme                                        | 41° 47′ 47″ N, 3° 03′ 37″ E / 41.79638888888889°N,3.060277777777778°E          | bé cultural d'interès local                | Pèrgoles de la plaça del Rosesar | Modifica les dades a Wikidata |
|        | San Jorge                        | Castell d'Aro, Platja d'Aro i s'Agaró | edifici      | Estil: noucentisme                                        |                                                                                | bé integrant del patrimoni cultural català |                                  | Modifica les dades a Wikidata |
|        | Xalet Carme Ensensa              | Castell d'Aro, Platja d'Aro i s'Agaró | edifici      | Estil: noucentisme                                        |                                                                                | bé integrant del patrimoni cultural català |                                  | Modifica les dades a Wikidata |
|        | Xalet Puiggròs                   | Castell d'Aro, Platja d'Aro i s'Agaró | edifici      | Estil: noucentisme                                        |                                                                                | bé integrant del patrimoni cultural català |                                  | Modifica les dades a Wikidata |
|        | Xalet a l'avinguda sa Conca 13   | Castell d'Aro, Platja d'Aro i s'Agaró | edifici      | Estil: noucentisme                                        |                                                                                | bé integrant del patrimoni cultural català |                                  | Modifica les dades a Wikidata |

## entitat singular de població
| imatge | Nom           | Ubicat a                              | instància de                                                                 | Detalls                                                  | coordenades                                                    | Protecció                                            | Commons (més fotos)      | Dades a WD                    |
| ------ | ------------- | ------------------------------------- | ---------------------------------------------------------------------------- | -------------------------------------------------------- | -------------------------------------------------------------- | ---------------------------------------------------- | ------------------------ | ----------------------------- |
|        | Castell d'Aro | Castell d'Aro, Platja d'Aro i s'Agaró | entitat singular de població centre històric ens local històric de Catalunya | Estil: arquitectura gòtica arquitectura popular 2143 hab | 41° 48′ 54″ N, 3° 01′ 51″ E / 41.81493°N,3.03095°E 33 msnm     | bé d'interès cultural bé cultural d'interès nacional | Conjunt de Castell d'Aro | Modifica les dades a Wikidata |
|        | Platja d'Aro  | Castell d'Aro, Platja d'Aro i s'Agaró | entitat singular de població capital municipal                               | 8977 hab                                                 | 41° 49′ 04″ N, 3° 04′ 06″ E / 41.81763889°N,3.068275°E 13 msnm |                                                      | Platja d'Aro             | Modifica les dades a Wikidata |
|        | s'Agaró       | Castell d'Aro, Platja d'Aro i s'Agaró | entitat singular de població centre històric                                 | Estil: noucentisme 1924 1653 hab                         | 41° 47′ 37″ N, 3° 03′ 29″ E / 41.79358°N,3.05804°E 30 msnm     | bé d'interès cultural bé cultural d'interès nacional | S'Agaró                  | Modifica les dades a Wikidata |

## església
| imatge | Nom                                      | Ubicat a                              | instància de    | Detalls                                          | coordenades                                                                                   | Protecció                   | Commons (més fotos)                      | Dades a WD                    |
| ------ | ---------------------------------------- | ------------------------------------- | --------------- | ------------------------------------------------ | --------------------------------------------------------------------------------------------- | --------------------------- | ---------------------------------------- | ----------------------------- |
|        | Ermita del Remei del Mas Eroles          | Castell d'Aro, Platja d'Aro i s'Agaró | església        | Estil: arquitectura popular arquitectura barroca | 41° 48′ 22″ N, 3° 02′ 12″ E / 41.806167°N,3.036611°E ca:Mas Eroles 15 msnm                    | bé cultural d'interès local | Ermita del Remei del Mas Eroles          | Modifica les dades a Wikidata |
|        | Nostra Senyora de l'Esperança de s'Agaró | Castell d'Aro, Platja d'Aro i s'Agaró | església        | Estil: noucentisme                               | 41° 47′ 41″ N, 3° 03′ 32″ E / 41.794861°N,3.058806°E                                          | bé cultural d'interès local | Nostra Senyora de l'Esperança de s'Agaró | Modifica les dades a Wikidata |
|        | Santa Maria de Castell d'Aro             | Castell d'Aro, Platja d'Aro i s'Agaró | església        |                                                  | 41° 48′ 55″ N, 3° 01′ 50″ E / 41.81525°N,3.030583°E                                           | bé cultural d'interès local | Santa Maria de Castell d'Aro             | Modifica les dades a Wikidata |
|        | Santa Maria de Fenals d'Amunt            | Castell d'Aro, Platja d'Aro i s'Agaró | església        | Estil: arquitectura romànica                     | 41° 50′ 35″ N, 3° 02′ 35″ E / 41.842917°N,3.043194°E ca:Fenals d'Amunt 124 msnm               | bé cultural d'interès local | Santa Maria de Fenals d'Amunt            | Modifica les dades a Wikidata |
|        | Santa Maria de Fenals d'Aro              | Castell d'Aro, Platja d'Aro i s'Agaró | església        | Estil: barroc 18th century                       | 41° 49′ 24″ N, 3° 03′ 31″ E / 41.823444°N,3.058667°E ca:Av. Fenals, 5, Fenals de Baix 62 msnm | bé cultural d'interès local | Santa Maria de Fenals de Baix            | Modifica les dades a Wikidata |
|        | Santa Maria de Platja d'Aro              | Castell d'Aro, Platja d'Aro i s'Agaró | església        |                                                  |                                                                                               |                             |                                          | Modifica les dades a Wikidata |
|        | ermita de Vallvanera                     | Castell d'Aro, Platja d'Aro i s'Agaró | església ermita |                                                  | 41° 50′ 00″ N, 3° 01′ 54″ E / 41.833238°N,3.031707°E                                          |                             |                                          | Modifica les dades a Wikidata |

## masia
| imatge | Nom                | Ubicat a                              | instància de     | Detalls                                        | coordenades                                                                                         | Protecció                                            | Commons (més fotos)                      | Dades a WD                    |
| ------ | ------------------ | ------------------------------------- | ---------------- | ---------------------------------------------- | --------------------------------------------------------------------------------------------------- | ---------------------------------------------------- | ---------------------------------------- | ----------------------------- |
|        | Ca la Roseta       | Castell d'Aro, Platja d'Aro i s'Agaró | masia            |                                                | 41° 48′ 52″ N, 3° 01′ 35″ E / 41.8144545657858°N,3.02645146773703°E                                 |                                                      |                                          | Modifica les dades a Wikidata |
|        | Ca n'Artigues      | Castell d'Aro, Platja d'Aro i s'Agaró | masia            |                                                | 41° 49′ 40″ N, 3° 04′ 08″ E / 41.827713237689°N,3.06882172131519°E                                  |                                                      |                                          | Modifica les dades a Wikidata |
|        | Cal Cagarroni      | Castell d'Aro, Platja d'Aro i s'Agaró | masia            |                                                | 41° 47′ 31″ N, 3° 03′ 13″ E / 41.7920087179063°N,3.05361864711277°E                                 |                                                      |                                          | Modifica les dades a Wikidata |
|        | Cal Coní           | Castell d'Aro, Platja d'Aro i s'Agaró | masia            |                                                | 41° 49′ 22″ N, 3° 03′ 37″ E / 41.8226832206582°N,3.06015860210298°E                                 |                                                      |                                          | Modifica les dades a Wikidata |
|        | Cal Pep            | Castell d'Aro, Platja d'Aro i s'Agaró | masia            |                                                | 41° 49′ 12″ N, 3° 03′ 11″ E / 41.8201107853373°N,3.05294371257415°E                                 |                                                      |                                          | Modifica les dades a Wikidata |
|        | Cal Peó            | Castell d'Aro, Platja d'Aro i s'Agaró | masia            |                                                | 41° 48′ 27″ N, 3° 03′ 09″ E / 41.8076273144822°N,3.05256023878676°E                                 |                                                      |                                          | Modifica les dades a Wikidata |
|        | Cal Ros            | Castell d'Aro, Platja d'Aro i s'Agaró | masia            |                                                | 41° 48′ 01″ N, 3° 02′ 41″ E / 41.800242178411°N,3.0446179812216°E                                   |                                                      |                                          | Modifica les dades a Wikidata |
|        | Cal Sastre         | Castell d'Aro, Platja d'Aro i s'Agaró | masia            |                                                | 41° 49′ 20″ N, 3° 03′ 38″ E / 41.822303°N,3.06069°E 54 msnm                                         |                                                      | Cal Sastre (Fenals d'Aro)                | Modifica les dades a Wikidata |
|        | Can Bas            | Castell d'Aro, Platja d'Aro i s'Agaró | masia casa forta |                                                | 41° 49′ 07″ N, 3° 03′ 38″ E / 41.818544°N,3.060545°E                                                | bé d'interès cultural bé cultural d'interès nacional | Can Bas (Fenals d'Aro)                   | Modifica les dades a Wikidata |
|        | Can Batet          | Castell d'Aro, Platja d'Aro i s'Agaró | masia            |                                                | 41° 48′ 54″ N, 3° 01′ 22″ E / 41.8148696488258°N,3.02289987097008°E                                 |                                                      |                                          | Modifica les dades a Wikidata |
|        | Can Benet          | Castell d'Aro, Platja d'Aro i s'Agaró | masia            |                                                | 41° 49′ 45″ N, 3° 03′ 39″ E / 41.8291317811326°N,3.06093536301961°E                                 |                                                      |                                          | Modifica les dades a Wikidata |
|        | Can Bou            | Castell d'Aro, Platja d'Aro i s'Agaró | masia            |                                                | 41° 47′ 54″ N, 3° 02′ 47″ E / 41.7984518862279°N,3.04632970689747°E                                 |                                                      |                                          | Modifica les dades a Wikidata |
|        | Can Callicó        | Castell d'Aro, Platja d'Aro i s'Agaró | masia            |                                                | 41° 49′ 07″ N, 3° 02′ 32″ E / 41.8187461638567°N,3.04223848120347°E                                 |                                                      |                                          | Modifica les dades a Wikidata |
|        | Can Cap-de-bròquil | Castell d'Aro, Platja d'Aro i s'Agaró | masia            |                                                | 41° 47′ 41″ N, 3° 03′ 09″ E / 41.794819354881°N,3.05263402637775°E                                  |                                                      |                                          | Modifica les dades a Wikidata |
|        | Can Carboner Nou   | Castell d'Aro, Platja d'Aro i s'Agaró | masia            |                                                | 41° 48′ 15″ N, 3° 03′ 16″ E / 41.80421274146°N,3.05455573852487°E                                   |                                                      |                                          | Modifica les dades a Wikidata |
|        | Can Cavaller       | Castell d'Aro, Platja d'Aro i s'Agaró | masia            |                                                | 41° 47′ 43″ N, 3° 03′ 08″ E / 41.7953599991044°N,3.05214098296595°E                                 |                                                      |                                          | Modifica les dades a Wikidata |
|        | Can Celedoni       | Castell d'Aro, Platja d'Aro i s'Agaró | masia            |                                                | 41° 49′ 12″ N, 3° 02′ 27″ E / 41.8199445503875°N,3.04096293962198°E                                 |                                                      |                                          | Modifica les dades a Wikidata |
|        | Can Civils         | Castell d'Aro, Platja d'Aro i s'Agaró | masia            |                                                | 41° 47′ 52″ N, 3° 02′ 37″ E / 41.7978945318549°N,3.0435728984297°E                                  |                                                      |                                          | Modifica les dades a Wikidata |
|        | Can Clara          | Castell d'Aro, Platja d'Aro i s'Agaró | masia            | Estil: historicisme arquitectònic 11st century | 41° 48′ 55″ N, 3° 01′ 11″ E / 41.815139°N,3.019861°E ca:Barri Canyet - Ctra. Platja d'Aro           | bé integrant del patrimoni cultural català           | Can Clara (Castell i Platja d'Aro)       | Modifica les dades a Wikidata |
|        | Can Creixell       | Castell d'Aro, Platja d'Aro i s'Agaró | masia            |                                                | 41° 47′ 50″ N, 3° 02′ 39″ E / 41.7972818132307°N,3.04421042305892°E                                 |                                                      |                                          | Modifica les dades a Wikidata |
|        | Can Damlàs         | Castell d'Aro, Platja d'Aro i s'Agaró | masia            |                                                | 41° 49′ 14″ N, 3° 02′ 33″ E / 41.8206465635587°N,3.04242034460892°E                                 |                                                      |                                          | Modifica les dades a Wikidata |
|        | Can Daussà         | Castell d'Aro, Platja d'Aro i s'Agaró | masia casa forta |                                                | 41° 49′ 06″ N, 3° 02′ 43″ E / 41.818406°N,3.045325°E                                                | bé d'interès cultural bé cultural d'interès nacional | Can Daussà (Castell i Platja d'Aro)      | Modifica les dades a Wikidata |
|        | Can Granota        | Castell d'Aro, Platja d'Aro i s'Agaró | masia            |                                                | 41° 49′ 05″ N, 3° 01′ 11″ E / 41.8179956605285°N,3.01967413712324°E                                 |                                                      |                                          | Modifica les dades a Wikidata |
|        | Can Liceu          | Castell d'Aro, Platja d'Aro i s'Agaró | masia            |                                                | 41° 49′ 25″ N, 3° 03′ 27″ E / 41.823549310105°N,3.05737782276431°E                                  |                                                      |                                          | Modifica les dades a Wikidata |
|        | Can Manuel         | Castell d'Aro, Platja d'Aro i s'Agaró | masia            |                                                | 41° 49′ 00″ N, 3° 01′ 53″ E / 41.81668703185°N,3.03144908191763°E                                   |                                                      |                                          | Modifica les dades a Wikidata |
|        | Can Ralet          | Castell d'Aro, Platja d'Aro i s'Agaró | masia            |                                                | 41° 48′ 01″ N, 3° 02′ 59″ E / 41.8003329468459°N,3.04967739454482°E                                 |                                                      |                                          | Modifica les dades a Wikidata |
|        | Can Riambau        | Castell d'Aro, Platja d'Aro i s'Agaró | masia casa forta |                                                | 41° 48′ 46″ N, 3° 02′ 34″ E / 41.812743°N,3.042877°E                                                | bé d'interès cultural bé cultural d'interès nacional | Can Riambau (Castell i Platja d'Aro)     | Modifica les dades a Wikidata |
|        | Can Riera          | Castell d'Aro, Platja d'Aro i s'Agaró | masia            |                                                | 41° 48′ 54″ N, 3° 01′ 16″ E / 41.814924038611°N,3.02108186541059°E                                  |                                                      | Can Riera (Castell d'Aro)                | Modifica les dades a Wikidata |
|        | Can Rusques        | Castell d'Aro, Platja d'Aro i s'Agaró | masia            |                                                | 41° 50′ 39″ N, 3° 03′ 27″ E / 41.84418145050411°N,3.057428598403931°E                               |                                                      |                                          | Modifica les dades a Wikidata |
|        | Can Salgues        | Castell d'Aro, Platja d'Aro i s'Agaró | masia            |                                                | 41° 49′ 10″ N, 3° 02′ 25″ E / 41.8195484873144°N,3.04027636354636°E                                 |                                                      |                                          | Modifica les dades a Wikidata |
|        | Can Sicars         | Castell d'Aro, Platja d'Aro i s'Agaró | masia casa forta |                                                | 41° 48′ 50″ N, 3° 01′ 37″ E / 41.814019°N,3.026825°E                                                | bé d'interès cultural bé cultural d'interès nacional | Can Sicars (Castell i Platja d'Aro)      | Modifica les dades a Wikidata |
|        | Can Sitjà          | Castell d'Aro, Platja d'Aro i s'Agaró | masia            |                                                | 41° 49′ 00″ N, 3° 01′ 39″ E / 41.8167871274194°N,3.02747584869049°E                                 |                                                      |                                          | Modifica les dades a Wikidata |
|        | Can Xacó           | Castell d'Aro, Platja d'Aro i s'Agaró | masia            |                                                | 41° 49′ 04″ N, 3° 01′ 50″ E / 41.8176420094706°N,3.0305585588444°E                                  |                                                      |                                          | Modifica les dades a Wikidata |
|        | Mas Bacó           | Castell d'Aro, Platja d'Aro i s'Agaró | masia            |                                                | 41° 49′ 11″ N, 3° 02′ 31″ E / 41.8196560068272°N,3.04185377392176°E 55 msnm                         |                                                      | Mas Bacó                                 | Modifica les dades a Wikidata |
|        | Mas Candell        | Castell d'Aro, Platja d'Aro i s'Agaró | masia            | 18th century                                   | 41° 48′ 37″ N, 3° 02′ 54″ E / 41.810184°N,3.048399°E ca:La Cremada, Platja d'Aro                    | bé cultural d'interès local                          | Mas Candell                              | Modifica les dades a Wikidata |
|        | Mas Cruanyes       | Castell d'Aro, Platja d'Aro i s'Agaró | masia            |                                                | 41° 49′ 32″ N, 3° 03′ 27″ E / 41.8256478003653°N,3.05763257644064°E                                 |                                                      |                                          | Modifica les dades a Wikidata |
|        | Mas Maig           | Castell d'Aro, Platja d'Aro i s'Agaró | masia            |                                                | 41° 49′ 48″ N, 3° 03′ 56″ E / 41.8299938520503°N,3.0656448851983°E                                  |                                                      |                                          | Modifica les dades a Wikidata |
|        | Mas Moner          | Castell d'Aro, Platja d'Aro i s'Agaró | masia            |                                                | 41° 50′ 26″ N, 3° 03′ 20″ E / 41.8406093892557°N,3.05544181678664°E                                 |                                                      |                                          | Modifica les dades a Wikidata |
|        | Mas Nou            | Castell d'Aro, Platja d'Aro i s'Agaró | masia            |                                                | 41° 49′ 48″ N, 3° 02′ 21″ E / 41.8300059703955°N,3.03905455994018°E                                 |                                                      |                                          | Modifica les dades a Wikidata |
|        | Mas Oliveres       | Castell d'Aro, Platja d'Aro i s'Agaró | masia            | Estil: arquitectura popular                    | 41° 49′ 01″ N, 3° 01′ 50″ E / 41.817029°N,3.030672°E                                                | bé cultural d'interès local                          |                                          | Modifica les dades a Wikidata |
|        | Mas Pouplana       | Castell d'Aro, Platja d'Aro i s'Agaró | masia            |                                                | 41° 48′ 56″ N, 3° 02′ 49″ E / 41.8155°N,3.046806°E                                                  | bé cultural d'interès nacional                       | Mas Pouplana                             | Modifica les dades a Wikidata |
|        | Mas Rigau          | Castell d'Aro, Platja d'Aro i s'Agaró | masia            |                                                | 41° 47′ 54″ N, 3° 02′ 54″ E / 41.798439340371°N,3.048227740219°E                                    |                                                      |                                          | Modifica les dades a Wikidata |
|        | Mas Torre Boscà    | Castell d'Aro, Platja d'Aro i s'Agaró | masia            | Estil: arquitectura popular                    | 41° 49′ 15″ N, 3° 03′ 41″ E / 41.820869°N,3.061369°E                                                | bé cultural d'interès local                          | Mas Torre Boscà (Castell i Platja d'Aro) | Modifica les dades a Wikidata |
|        | Mas Vallbanera     | Castell d'Aro, Platja d'Aro i s'Agaró | masia            | Estil: arquitectura popular 15th century       | 41° 49′ 55″ N, 3° 01′ 51″ E / 41.831973°N,3.030854°E ca:Av. Vallbanera, 26, Fenals d'Amunt 322 msnm | bé cultural d'interès local                          | Mas Vallbanera                           | Modifica les dades a Wikidata |
|        | Mas del Monjo      | Castell d'Aro, Platja d'Aro i s'Agaró | masia            |                                                | 41° 50′ 34″ N, 3° 02′ 35″ E / 41.842790727670945°N,3.042923212051392°E                              |                                                      |                                          | Modifica les dades a Wikidata |

## menhir
| imatge | Nom                    | Ubicat a                              | instància de | Detalls | coordenades                                                           | Protecció                                  | Commons (més fotos) | Dades a WD                    |
| ------ | ---------------------- | ------------------------------------- | ------------ | ------- | --------------------------------------------------------------------- | ------------------------------------------ | ------------------- | ----------------------------- |
|        | Menhir de Cala Pedrosa | Castell d'Aro, Platja d'Aro i s'Agaró | menhir       |         | 41° 47′ 29″ N, 3° 03′ 27″ E / 41.79131273398825°N,3.057584166526795°E | bé integrant del patrimoni cultural català |                     | Modifica les dades a Wikidata |
|        | pedra de les Goges     | Castell d'Aro, Platja d'Aro i s'Agaró | menhir       |         | 41° 50′ 02″ N, 3° 01′ 30″ E / 41.8337567514437°N,3.02509850596956°E   |                                            |                     | Modifica les dades a Wikidata |

## muntanya
| imatge | Nom                   | Ubicat a                              | instància de | Detalls | coordenades                                                         | Protecció | Commons (més fotos) | Dades a WD                    |
| ------ | --------------------- | ------------------------------------- | ------------ | ------- | ------------------------------------------------------------------- | --------- | ------------------- | ----------------------------- |
|        | Puig Pinell           | Castell d'Aro, Platja d'Aro i s'Agaró | muntanya     |         | 41° 48′ 02″ N, 3° 03′ 23″ E / 41.8006°N,3.0564°E 83.5 msnm          |           |                     | Modifica les dades a Wikidata |
|        | Puig de Vallvanera    | Castell d'Aro, Platja d'Aro i s'Agaró | muntanya     |         | 41° 49′ 56″ N, 3° 01′ 40″ E / 41.83221667°N,3.02787222°E 339.7 msnm |           |                     | Modifica les dades a Wikidata |
|        | Puig de la Gelaberta  | Castell d'Aro, Platja d'Aro i s'Agaró | muntanya     |         | 41° 49′ 33″ N, 3° 02′ 36″ E / 41.82583333°N,3.04337222°E 251.6 msnm |           |                     | Modifica les dades a Wikidata |
|        | Puig del Molí de Vent | Castell d'Aro, Platja d'Aro i s'Agaró | muntanya     |         | 41° 48′ 11″ N, 3° 02′ 50″ E / 41.80306667°N,3.04723889°E 56.9 msnm  |           |                     | Modifica les dades a Wikidata |
|        | Puig del Monjo        | Castell d'Aro, Platja d'Aro i s'Agaró | muntanya     |         | 41° 50′ 27″ N, 3° 02′ 08″ E / 41.8408°N,3.03542°E 244.4 msnm        |           |                     | Modifica les dades a Wikidata |
|        | Puig dels Abells      | Castell d'Aro, Platja d'Aro i s'Agaró | muntanya     |         | 41° 50′ 11″ N, 3° 02′ 46″ E / 41.83626111°N,3.04618333°E 248.4 msnm |           |                     | Modifica les dades a Wikidata |

## nucli de població
| imatge | Nom             | Ubicat a                                           | instància de      | Detalls | coordenades                                                         | Protecció | Commons (més fotos) | Dades a WD                    |
| ------ | --------------- | -------------------------------------------------- | ----------------- | ------- | ------------------------------------------------------------------- | --------- | ------------------- | ----------------------------- |
|        | Fenals d'Amunt  | Castell d'Aro, Platja d'Aro i s'Agaró Platja d'Aro | nucli de població |         | 41° 50′ 33″ N, 3° 02′ 34″ E / 41.8424071689826°N,3.04280811071405°E |           |                     | Modifica les dades a Wikidata |
|        | Mas Ros         | Castell d'Aro, Platja d'Aro i s'Agaró Platja d'Aro | nucli de població |         | 41° 50′ 33″ N, 3° 04′ 12″ E / 41.842561800554°N,3.0699417937636°E   |           |                     | Modifica les dades a Wikidata |
|        | Sant Pol        | Castell d'Aro, Platja d'Aro i s'Agaró s'Agaró      | nucli de població |         | 41° 47′ 28″ N, 3° 02′ 58″ E / 41.791233308257°N,3.0494258734201°E   |           |                     | Modifica les dades a Wikidata |
|        | Treumal de Dalt | Castell d'Aro, Platja d'Aro i s'Agaró Platja d'Aro | nucli de població |         | 41° 50′ 04″ N, 3° 04′ 29″ E / 41.834452620728°N,3.074750341681°E    |           |                     | Modifica les dades a Wikidata |

## platja
| imatge | Nom                   | Ubicat a                                                    | instància de                  | Detalls | coordenades                                                             | Protecció | Commons (més fotos)          | Dades a WD                    |
| ------ | --------------------- | ----------------------------------------------------------- | ----------------------------- | ------- | ----------------------------------------------------------------------- | --------- | ---------------------------- | ----------------------------- |
|        | Cala Pedrosa          | Castell d'Aro, Platja d'Aro i s'Agaró                       | platja                        |         | 41° 47′ 29″ N, 3° 03′ 30″ E / 41.791317°N,3.058211°E                    |           | Cala Pedrosa (Castell d'Aro) | Modifica les dades a Wikidata |
|        | Cala Rovira           | Castell d'Aro, Platja d'Aro i s'Agaró                       | platja                        |         | 41° 49′ 18″ N, 3° 04′ 25″ E / 41.82178°N,3.07368°E                      |           | Cala Rovira                  | Modifica les dades a Wikidata |
|        | Cala sa Cova          | Castell d'Aro, Platja d'Aro i s'Agaró                       | platja                        |         | 41° 49′ 22″ N, 3° 04′ 31″ E / 41.82281630929129°N,3.0753127919291416°E  |           |                              | Modifica les dades a Wikidata |
|        | Platja Gran d'Aro     | Castell d'Aro, Platja d'Aro i s'Agaró                       | platja                        |         | 41° 48′ 53″ N, 3° 04′ 06″ E / 41.81483°N,3.06845°E                      |           | La Platja d'Aro              | Modifica les dades a Wikidata |
|        | cala del Pi           | Castell d'Aro, Platja d'Aro i s'Agaró                       | platja                        |         | 41° 49′ 25″ N, 3° 04′ 40″ E / 41.823620691623475°N,3.0777175894841404°E |           |                              | Modifica les dades a Wikidata |
|        | cala dels Canyers     | Castell d'Aro, Platja d'Aro i s'Agaró                       | platja codolar platja nudista |         | 41° 49′ 26″ N, 3° 04′ 44″ E / 41.823859428985266°N,3.0787931588221027°E |           |                              | Modifica les dades a Wikidata |
|        | platja de Belladona   | Calonge i Sant Antoni Castell d'Aro, Platja d'Aro i s'Agaró | platja                        |         | 41° 49′ 32″ N, 3° 04′ 51″ E / 41.82546°N,3.08085°E                      |           | Platja de Belladona          | Modifica les dades a Wikidata |
|        | platja de sa Conca    | Castell d'Aro, Platja d'Aro i s'Agaró                       | platja                        |         | 41° 47′ 52″ N, 3° 03′ 38″ E / 41.79766°N,3.06057°E                      |           | Platja de sa Conca (s'Agaró) | Modifica les dades a Wikidata |
|        | platja del Port d'Aro | Castell d'Aro, Platja d'Aro i s'Agaró                       | platja                        |         | 41° 48′ 17″ N, 3° 03′ 53″ E / 41.804623926457026°N,3.064771530228905°E  |           |                              | Modifica les dades a Wikidata |

## via per a vianants
| imatge | Nom           | Ubicat a                              | instància de       | Detalls            | coordenades                                       | Protecció                   | Commons (més fotos)                     | Dades a WD                    |
| ------ | ------------- | ------------------------------------- | ------------------ | ------------------ | ------------------------------------------------- | --------------------------- | --------------------------------------- | ----------------------------- |
|        | Camí de Ronda | Castell d'Aro, Platja d'Aro i s'Agaró | via per a vianants |                    | 41° 47′ 16″ N, 3° 03′ 21″ E / 41.78777°N,3.0559°E | bé cultural d'interès local | Camí de Ronda de s'Agaró a Platja d'Aro | Modifica les dades a Wikidata |
|        | camí de Ronda | Castell d'Aro, Platja d'Aro i s'Agaró | via per a vianants | Estil: noucentisme | 41° 47′ 16″ N, 3° 03′ 21″ E / 41.78777°N,3.0559°E | bé cultural d'interès local | Camí de Ronda                           | Modifica les dades a Wikidata |

## Misc
| imatge | Nom                                                        | Ubicat a                                           | instància de                                    | Detalls                                                          | coordenades | Protecció                                            | Commons (més fotos)                    | Dades a WD                    |
| ------ | ---------------------------------------------------------- | -------------------------------------------------- | ----------------------------------------------- | ---------------------------------------------------------------- | --- | ---------------------------------------------------- | -------------------------------------- | ----------------------------- |
|        | Barrio de la Coma. Sagaró                                  | Castell d'Aro, Platja d'Aro i s'Agaró              | indret històric                                 |                                                                  | | bé d'interès cultural                                |                                        | Modifica les dades a Wikidata |
|        | Casa rectoral de Castell d'Aro                             | Castell d'Aro, Platja d'Aro i s'Agaró              | rectoria                                        |                                                                  | 41° 48′ 55″ N, 3° 01′ 45″ E / 41.815194°N,3.029056°E                                                                          | bé integrant del patrimoni cultural català           |                                        | Modifica les dades a Wikidata |
|        | Fenals d'Aro                                               | Castell d'Aro, Platja d'Aro i s'Agaró Platja d'Aro | llogaret ens local històric de Catalunya        |                                                                  | 41° 49′ 24″ N, 3° 03′ 31″ E / 41.8233604°N,3.0586088°E                                                                        |                                                      |                                        | Modifica les dades a Wikidata |
|        | Hostal de la Gavina                                        | s'Agaró                                            | edifici d'hotel                                 | Estil: noucentisme 1924                                          | 41° 47′ 26″ N, 3° 03′ 21″ E / 41.790694°N,3.055833°E                                                                          | bé cultural d'interès local                          | Hostal de la Gavina                    | Modifica les dades a Wikidata |
|        | Hostal de la Gavina                                        | s'Agaró                                            | hotel                                           | 1924                                                             | |                                                      |                                        | Modifica les dades a Wikidata |
|        | Hostal de la Gavina swimming pool                          | Castell d'Aro, Platja d'Aro i s'Agaró              | piscina edifici                                 |                                                                  | 41° 47′ 24″ N, 3° 03′ 16″ E / 41.78986207250508°N,3.0545455396727945°E s'Agaró                                                |                                                      | Hostal de la Gavina swimming pool      | Modifica les dades a Wikidata |
|        | Molí del Cuc                                               | Castell d'Aro, Platja d'Aro i s'Agaró              | molí d'aigua                                    |                                                                  | 41° 48′ 22″ N, 3° 01′ 49″ E / 41.8061762353426°N,3.03021603844645°E                                                           |                                                      |                                        | Modifica les dades a Wikidata |
|        | Parc de Bombers de la Vall d'Aro                           | Castell d'Aro, Platja d'Aro i s'Agaró              | parc de bombers                                 |                                                                  | 41° 48′ 32″ N, 3° 01′ 54″ E / 41.80875948258376°N,3.0318002325290596°E es:Camí dels Bombers, s/n (al costat de la Depuradora) |                                                      |                                        | Modifica les dades a Wikidata |
|        | Pedrera de Vallvanera                                      | Castell d'Aro, Platja d'Aro i s'Agaró              | pedrera                                         |                                                                  | 41° 50′ 05″ N, 3° 01′ 43″ E / 41.8347827389686°N,3.0285313388414°E                                                            |                                                      |                                        | Modifica les dades a Wikidata |
|        | Port Marina Port d'Aro                                     | Castell d'Aro, Platja d'Aro i s'Agaró              | port esportiu                                   |                                                                  | 41° 48′ 04″ N, 3° 03′ 49″ E / 41.80101077625212°N,3.063484292120581°E                                                         |                                                      | Marina Port d'Aro                      | Modifica les dades a Wikidata |
|        | Torre Seguera                                              | Castell d'Aro, Platja d'Aro i s'Agaró              | torre de defensa                                |                                                                  | 41° 48′ 58″ N, 3° 02′ 05″ E / 41.816228°N,3.034761°E                                                                          | bé d'interès cultural bé cultural d'interès nacional | Torre Seguera (Castell i Platja d'Aro) | Modifica les dades a Wikidata |
|        | bassa del Dofí                                             | Castell d'Aro, Platja d'Aro i s'Agaró              | zona humida                                     | Superfície: 0.54ha                                               | 41° 48′ 39″ N, 3° 01′ 55″ E / 41.8109°N,3.03198°E                                                                             |                                                      |                                        | Modifica les dades a Wikidata |
|        | casa consistorial de Castell d'Aro, Platja d'Aro i s'Agaró | Castell d'Aro, Platja d'Aro i s'Agaró              | casa consistorial                               |                                                                  | 41° 49′ 03″ N, 3° 04′ 03″ E / 41.8175445°N,3.0673948°E                                                                        |                                                      | Town halls in Castell-Platja d'Aro     | Modifica les dades a Wikidata |
|        | castell de Castell d'Aro                                   | Castell d'Aro, Platja d'Aro i s'Agaró              | castell                                         |                                                                  | 41° 49′ 01″ N, 3° 01′ 54″ E / 41.8169°N,3.03169°E                                                                             | bé d'interès cultural bé cultural d'interès nacional | Castell de Castell d'Aro               | Modifica les dades a Wikidata |
|        | creu de Castell d'Aro                                      | Castell d'Aro, Platja d'Aro i s'Agaró              | creu de terme                                   |                                                                  | 41° 48′ 53″ N, 3° 01′ 46″ E / 41.81475°N,3.02944°E                                                                            | bé integrant del patrimoni cultural català           | Creu de Castell d'Aro                  | Modifica les dades a Wikidata |
|        | mar Mediterrània                                           |                                                    | mar interior mar mediterrani conca hidrogràfica | Superfície: 2500000km² Profunditat: 5267 1541m Volum: 3839000km³ | 38° N, 17° E / 38°N,17°E 0 msnm                                                                                               |                                                      | Mediterranean Sea                      | Modifica les dades a Wikidata |
|        | vil·la romana de Pla de Palol                              | Castell d'Aro, Platja d'Aro i s'Agaró              | vil·la romana jaciment arqueològic romà         |                                                                  | 41° 49′ 24″ N, 3° 04′ 24″ E / 41.8233333333°N,3.07333333333°E                                                                 |                                                      | Vil·la romana de Pla de Palol          | Modifica les dades a Wikidata |